# Tompa Kálmán
Tompa Kálmán; Droppa (Sajókövecses, 1861. május 1. – Szombathely, 1939. május 19.) magyar színész, színigazgató. Tompa Béla apja.

## Életútja
Családi neve eredetileg Droppa volt, melyet 1898-ban Tompára változtatott. Színiakadémiát végzett, ahol 1889 február havában 100 forint ösztöndíjat nyert a vallás- és közoktatásügyi minisztériumtól; majd 1889 októberében lépett a színipályára Székesfehérvárott. A vidéken sok elismeréssel működött és egyben mint kitűnő poéta is ismertté tette nevét. Aradon, majd 1898 és 1904 között Kolozsvárott játszott. 1906 nyarán a Városligeti Színkör tagja. 1911. szeptember 2-án mint színigazgató Nagyenyeden kezdte meg a működését. Később lemondott a színigazgatásról. 1915 július havában kinevezték a III. számú kórház-vonat parancsnokává. 1920. január 1-jén nyugalomba ment. Írt több színművet.

## Fontosabb szerepei
- Enyv (Nestroy: Lumpaci Vagabundus)
- Török Mihály (Csepreghy F.: Piros bugyelláris)
- Boldizsár (Gárdonyi G.: Karácsonyi álom)
- Aba András (Rátkay L.: Felhő Klári)

## Színművei
- A másik, dramolett 1 felv. Bem. 1904 okt. Kolozsvárott.
- A boldogságért, színmű 3 felv. Bem. 1909. márc. 1. Sopron.
- A tárkányi legények, népsz. 3 felv. Zen. szerz. Garay Károly. Bem. 1914 nov. Nagyvárad.
- Az oroszok Máramarosszigeten. Alkalmi játék 5 felv. Bem. 1914. nov. 4. Nagyváradon.

## Működési adatai
1889–92: Székesfehérvár; 1892–93: Debrecen; 1893–98: Arad; 1898–1904: Kolozsvári Nemzeti Színház; 1906: Városligeti Színkör, Sopron–szombathelyi társulat.
Igazgatóként: erdélyi városokban: Nagyenyed, Fogaras, Torda, Sepsiszentgyörgy, Csíkszereda, Tusnád, Gyergyószentmiklós, Kézdivásárhely.